# Marco Cubeddu
Marco Cubeddu (Genova, 1987) è uno scrittore italiano.

## Biografia
Dopo aver ottenuto il diploma di Dirigente di comunità, frequenta il master della Scuola Holden di Torino mantenendosi facendo il pompiere. 
Ha pubblicato i romanzi Con una bomba a mano sul cuore (Mondadori, 2013) e Pornokiller (Mondadori, 2015). 
Nel 2016 partecipa alla quinta edizione dell’adventure game di Rai2 Pechino Express. Successivamente pubblica il reality letterario L’ultimo anno della mia giovinezza (Mondadori, 2018), con Costantino della Gherardesca, e interpreta i panni del Prof. Cubeddu nella terza stagione della webserie di Lory Del Santo The Lady. 
Scrive racconti, reportage e articoli critici e di costume per diverse testate, tra cui La Lettura e Sette del Corriere della sera, Link - Idee per la tv, Il Secolo XIX, Panorama, Il Giornale e Linkiesta. 
Dal 2014 al 2019 è stato caporedattore della rivista letteraria «Nuovi Argomenti».

## Opere
- Con una bomba a mano sul cuore, Milano, Mondadori, 2013 ISBN 9788804642022.
- Pornokiller, Milano, Mondadori, 2015, ISBN 9788804647690.
- To a shining future (racconto, nell'antologia Nulla da ridire), Palermo, Corrimano edizioni, 2015, ISBN 9788899006044.
- L’ultimo anno della mia giovinezza (con Costantino della Gherardesca), Milano, Mondadori, 2018, ISBN 9788804680659.
- Fuga da Cubeddugrad (racconto, nell'antologia Il ponte), Genova, Il Canneto, 2018, ISBN 8899567557.
- Un uomo in fiamme, Firenze-Milano, Giunti, 2019 ISBN 978-88-09-80976-5.